# Немыслимое
«Немы́слимое» (англ. Unthinkable) — художественный фильм Грегора Джордана в жанре триллер. Главные роли в фильме исполняют Сэмюэль Л. Джексон, Майкл Шин и Кэрри-Энн Мосс. Американская киноассоциация присвоила фильму рейтинг R за кровавые сцены, насилие и ненормативную лексику. Мировая премьера фильма состоялась 5 ноября 2009 года, в российских кинотеатрах фильм вышел 7 октября 2010 года.

## Сюжет
Психологический триллер, действие которого разворачивается вокруг агента ФБР, допрашивающего подозреваемого в терроризме с целью получить информацию о местонахождении трёх единиц ядерного оружия, которые должны быть взорваны в пятницу в полдень.
Террорист (Майкл Шин) — американец, ветеран войны в Ираке, принявший ислам, заявляет в своём видеообращении, что изготовил и заложил три ядерные бомбы с плутонием в трёх американских городах. Но в течение суток с момента этого обращения его захватывают военные США. Специального агента ФБР Хелен Броуди (Кэрри-Энн Мосс) направляют на секретную базу с целью узнать местонахождение этих бомб. К моменту её прибытия на место террориста уже пытают, но без результата и пока только «законными» методами. Тогда было решено задействовать некоего агента «Эйч» (Сэмюэль Лерой Джексон), ветерана спецподразделений, давно работающего на верхи власти. Он же и будет непосредственным исполнителем, назначенным главным штабом для того, чтобы добыть информацию о бомбах. Методы его пыток не назовёшь гуманными, но они действенны.
Чтобы сломить волю террориста, «Эйч» должен будет совершить немыслимое. Но готовы ли к этому власти?
Главный вопрос фильма: цель оправдывает средства?

## В ролях
- Майкл Шин — террорист, американский мусульманин Стивен Артур Янгер, сменивший имя на Юсуф Атта Мухаммед
- Сэмюэл Л. Джексон — агент «Эйч»
- Кэрри-Энн Мосс — специальный агент ФБР Хелен Броуди
- Джил Беллоуз — специальный агент ФБР Джеймс Винсент
- Мартин Донован — Джек Сондерс
- Холмс Осборн — генерал Паульсон
- Брэндон Рут — агент Ди Джей Джексон
- Саша Ройз — следователь Любичич
- Некар Задеган — жена Юсуфа